# Kevin Luhman
Kevin Luhman est professeur d'astronomie et d'astrophysique de l'Université d'État de Pennsylvanie. Il est connu pour avoir découvert à la fois les troisième et quatrième systèmes stellaires les plus proches du Soleil, à savoir Luhman 16 et WISE 0855-0714. Les deux systèmes sont en réalité constitués d'objets substellaires (objets moins massifs que les étoiles), Luhman 16 étant composé de deux naines brunes alors que WISE 0855-0714 est un objet encore moins massif officiellement appelé sous-naine brune et parfois également nommé objet libre de masse planétaire. WISE 0855-0714, dont la découverte a été publiée en 2014, est également l'objet le plus froid en dehors du système solaire qui ait été directement photographié.
Luhman a été diplômé en 1993 d'un B.A. en astronomie et d'un B.S. en physique de l'Université du Texas. Il a obtenu son Ph. D. en astronomie de l'Université d'Arizona en 1998.